# Jonny Coyne
Jonathan «Jonny» Coyne (1 de enero de 1953) es un actor británico. Es conocido por interpretar a Warden Edwin James en la breve serie de Fox, Alcatraz (2012). También apareció como el Dr. Lydgate en Once Upon a Time in Wonderland y Once Upon a Time, e interpretó a George de Mohrenschildt en 11.22.63.

## Primeros años
Las primeras actuaciones de Coyne fueron en obras escolares. Interpretó al juez en Hang of the Gaol de Howard Barker y a Phaeton en Chariot of the Sun de Ovidio. Sus actuaciones recibieron críticas positivas en la prensa nacional y decidió seguir una carrera como actor.
Obtuvo un lugar en la Royal Academy of Dramatic Art de Londres y, al graduarse, recibió el premio Hannam Clarke.

## Carrera
Su primer papel en televisión fue en un episodio de London's Burning en 1990. Su siguiente gran papel fue en la miniserie Gulliver's Travels protagonizada por Ted Danson. Apareció en muchas series de televisión británicas durante los años siguientes, incluidas apariciones especiales en EastEnders, Pulling y The Bill. En 2003, fue elegido para Lara Croft Tomb Raider: The Cradle of Life. En 2010, fue elegido para The Nutcracker in 3D.
Su papel más importante fue el de Warden Edwin James en Alcatraz. Más tarde fue elegido para películas como Would You Rather y London Boulevard. En 2013, fue elegido para papeles secundarios en películas, como secuaz en Gangster Squad y como mano derecha del personaje de John Goodman en The Hangover Part III.
En 2018, Coyne apareció en la tercera temporada de la serie de televisión de AMC Preacher, interpretando el papel recurrente de Allfather D'Aronique.

## Filmografía

### Cine
| Año  | Título                                     | Director            | Papel                         | Nota         |
| ---- | ------------------------------------------ | ------------------- | ----------------------------- | ------------ |
| 1996 | Secrets & Lies                             | Mike Leigh          | Fiancé                        |              |
| 2003 | Lara Croft Tomb Raider: The Cradle of Life | Jan de Bont         | Gus Petraki                   |              |
| 2006 | Dark Corners                               | Ray Gower           | Sacerdote #2                  |              |
| 2007 | Irina Palm                                 | Sam Garbarski       | Dave                          |              |
| 2007 | Night Junkies                              | Lawrence Pearce     | Maxi                          |              |
| 2010 | The Nutcracker in 3D                       | Andréi Konchalovski | Gnomad                        |              |
| 2010 | London Boulevard                           | William Monahan     | Heavy One                     |              |
| 2012 | Would You Rather                           | David Guy Levy      | Bevans                        |              |
| 2013 | Gangster Squad                             | Ruben Fleischer     | Grimes                        |              |
| 2013 | The Hangover Part III                      | Todd Phillips       | Hector                        |              |
| 2013 | African Gothic                             | Gabriel Bologna     | Grove                         |              |
| 2013 | Smokin'                                    | Oliver Cowley       | Tendero                       | Cortometraje |
| 2014 | Nightcrawler                               | Dan Gilroy          | Propietario de casa de empeño |              |
| 2014 | Coffee Sex You                             | Marcel Grant        | Alex Day                      |              |
| 2016 | Message from the King                      | Fabrice du Welz     | John                          |              |
| 2018 | Monster                                    | Anthony Mandler     | Detective Karyl               |              |
| 2018 | Beirut                                     | Brad Anderson       | Bernard Teppler               |              |
| 2018 | The Nun                                    | Corin Hardy         | Gregoro                       |              |
| 2020 | Ma Rainey's Black Bottom                   | George C. Wolfe     | Robusto                       |              |
| 2023 | The Toxic Avenger                          | Macon Blair         | Thad Barkabus                 |              |
| 2023 | The Family Plan                            | Simon Cellan-Jones  | Spiros                        |              |

### Televisión
| Año       | Título                         | Papel                                                      | Nota           |
| --------- | ------------------------------ | ---------------------------------------------------------- | -------------- |
| 1990      | London's Burning               | Mánager de DHSS                                            | 1 episodio     |
| 1990-2008 | The Bill                       | Ver listaRay Baker Mehmet Ergin Peter Haynes Periodista #1 | 5 episodios    |
| 1996      | Gulliver's Travels             | Yahoo                                                      | 1 episodio     |
| 1997      | All Quiet on the Preston Front | Vince                                                      | 1 episodio     |
| 2003      | In Deep                        | Cliente                                                    | 2 episodios    |
| 2004      | Casualty                       | Roger Morgan                                               | 1 episodio     |
| 2005      | EastEnders                     | Fotógrafo                                                  | 1 episodio     |
| 2006      | Pulling                        | Paulos                                                     | 1 episodio     |
| 2007      | Supergrass                     | Bertie Smalls                                              | Película de TV |
| 2008      | Silent Witness                 | Sr. Marigold                                               | 1 episodio     |
| 2008      | Sharpe                         | Croop                                                      | 2 episodios    |
| 2009      | Hotel Babylon                  | Dickie Balls                                               | 1 episodio     |
| 2009      | Merlin                         | Asgerd                                                     | 1 episodio     |
| 2009      | Big Top                        | Tío Rico                                                   | 1 episodio     |
| 2010      | Miss Marple                    | Oficial francés                                            | 1 episodio     |
| 2010      | Undercovers                    | Gobernador                                                 | 2 episodios    |
| 2010      | Evan and Gareth Save the World | Van Helsing                                                | Película de TV |
| 2012      | Alcatraz                       | Warden Edwin James                                         | 13 episodios   |
| 2013      | NTSF:SD:SUV                    | Craig                                                      | 1 episodio     |
| 2013      | Once Upon a Time in Wonderland | Dr. Lydgate                                                | 2 episodios    |
| 2014      | Newsreaders                    | Sergei Kiev                                                | 1 episodio     |
| 2014-2015 | Manhattan                      | Dr. Alek Barath                                            | 3 episodios    |
| 2014-2017 | Mom                            | Victor Perugian                                            | 7 episodios    |
| 2014-2017 | Turn: Washington's Spies       | Coronel Jonathan Cooke                                     | 7 episodios    |
| 2015      | Gotham                         | Destro                                                     | 1 episodio     |
| 2015      | The Grinder                    | Farouk                                                     | 1 episodio     |
| 2016      | 11.22.63                       | George de Mohrenschildt                                    | 5 episodios    |
| 2016      | The Night Of                   | Detective Fitzroy                                          | 1 episodio     |
| 2016      | Once Upon a Time               | Dr. Arthur Lydgate                                         | 1 episodio     |
| 2016      | Salem                          | Tesorero Putnam                                            | 3 episodios    |
| 2017      | Twin Peaks                     | Contador polaco                                            | 1 episodio     |
| 2017-2018 | The Blacklist                  | Ian Garvey                                                 | 11 episodios   |
| 2018      | MacGyver                       | Raymond                                                    | 1 episodio     |
| 2018      | Preacher                       | Allfather D'Aronique                                       | 5 episodios    |
| 2018      | The Trial of Christine Keeler  | Peter Rachman                                              | 1 episodio     |
| 2022      | For All Mankind                | Peter Strauss                                              | 1 episodio     |
| 2023      | The Mandalorian                | Warlord                                                    | 1 episodio     |
| 2023      | Bodies                         | Farrell                                                    | Miniserie      |

## Premios y nominaciones
| Año  | Premio                                                 | Categoría                                         | Nominado por             | Resultado |
| ---- | ------------------------------------------------------ | ------------------------------------------------- | ------------------------ | --------- |
| 2014 | Salento International Film Festival                    | Mejor actor                                       | African Gothic           | Ganador   |
| 2014 | Golden Door International Film Festival of Jersey City | Mejor actor de reparto                            | African Gothic           | Nominado  |
| 2021 | Gold Derby Awards                                      | Reparto del conjunto                              | Ma Rainey's Black Bottom | Nominado  |
| 2021 | Screen Actors Guild Awards                             | Actuación sobresaliente de elenco en una película | Ma Rainey's Black Bottom | Nominado  |